# Sture Nyström
Sture Nyström, född 8 november 1914 i Umeå, död 10 januari 2000 i Malmö, var en svensk väg- och vattenbyggnadsingenjör.
Nyström avlade studentexamen i Skövde 1934 och civilingenjörsexamen vid Chalmers Tekniska högskola 1939. Han blev ingenjör vid Göteborgs vattenverk 1939, byråingenjör vid Malmö stads fastighetskontor 1945 och var verkställande direktör vid Malmö Kommunala Bostadsaktiebolag (MKB) 1947–77.
Nyström var styrelseledamot i Sveriges Allmännyttiga Bostadsföretag (SABO) från 1953, Skånska Ingenjörsklubben från 1960 och Skånsk Byggtjänst AB från 1961. Han var ordförande i produktionsgruppen vid Statens institut för byggnadsforskning från 1961 och i styrelsen för AB Rosengårds centrum från 1963. Han var också huvudman i Malmö sparbank Bikupan från 1957 och i Skånska Brand-Hermes från 1962.